# Corso del Rinascimento

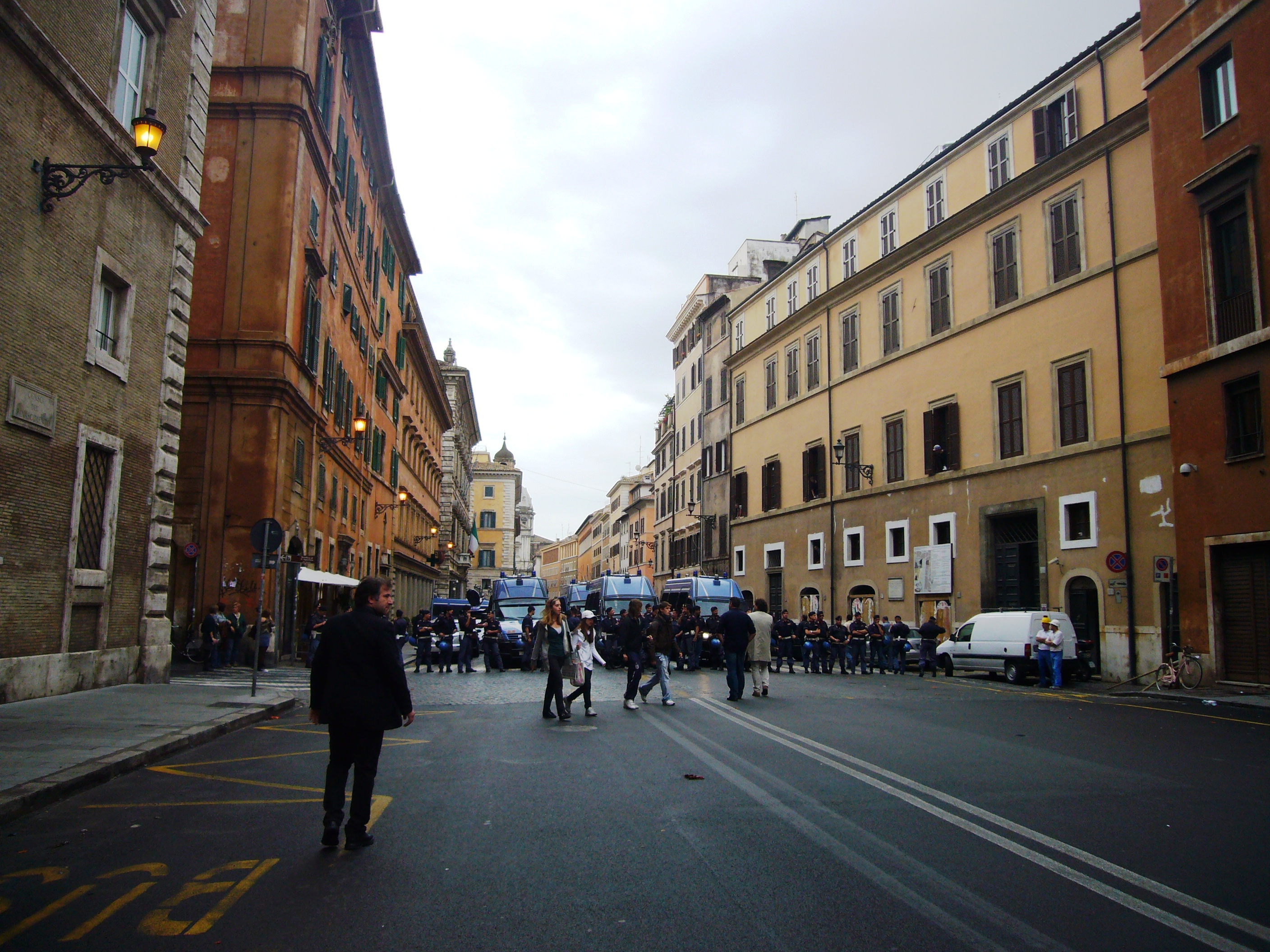
El Corso del Rinascimento.

El Corso del Rinascimento es una calle del centro de Roma que une la Piazza delle Cinque Lune con la Piazza Sant'Andrea della Valle, y separa los dos rioni Parione y Sant'Eustachio.

## Historia
La calle es de reciente creación. Fue prevista por el plano regulador de 1931, y formaba parte de un proyecto más amplio, no realizado, que debía comunicar, a través de varias demoliciones, el rione Prati con Trastevere, pasando por ambos lados del Tíber. Las obras para la demolición del ábside y el transepto de San Giacomo degli Spagnoli, del siglo XVI, y posteriormente de los edificios de los siglos XVII y XVIII que se encontraban entre las desaparecidas Via del Pino, Via del Pinnacolo y Via della Sapienza fueron realizadas en 1936, bajo la dirección del arquitecto Arnaldo Foschini, y fueron inauguradas por el propio Benito Mussolini.

## Monumentos
Recorriendo la calle desde la Piazza delle Cinque Lune hasta la Piazza Sant'Andrea della Valle, en el lado perteneciente al rione Sant'Eustachio se encuentran estos monumentos de interés histórico:
- Palazzo Madama (siglo XVII)
- Palazzo Carpegna (reconstruido en el siglo XIX para el ensanchamiento de la calle)
- Palazzo della Sapienza (siglo XVI)
- Iglesia de Sant'Ivo alla Sapienza (siglo XVII)

En el lado perteneciente al rione Parione se encuentran:
- Piazza dei Massimi y el Palazzo di Pirro
- una placa en memoria de Cesare Fracassini
- la entrada posterior de la Iglesia de Nostra Signora del Sacro Cuore (siglo XV)
- Palazzo della Società dei Santi Dodici Apostoli (siglo XVIII)